# 刘天佐
刘天佐（1979年8月17日—），吉林长春人，中国大陆男演员，毕业于中央戏剧学院成人教育学院。

## 作品

### 电视剧
- 2006 《士兵突击》 饰 老魏
- 2008 《我的团长我的团》 饰 时小毛
- 2009 《生死线》 饰 窦六品
- 2011 《裸婚时代》 饰 冬瓜
- 2011 《蚁族的奋斗》 饰 冯大宝
- 2012 《我的经济适用男》蔡军
- 2013 《放开我的手》 饰 谢东伟
- 2014 《盗墓笔记》(网络剧)  饰 王胖子
- 2016 《嘿，孩子！》 饰 方乐
- 2019 《我的机器人男友》 饰 贾长安
- 2020 《巡回检察组》
- 2021 《理想照耀中国》 饰 教练
- 2021 《暗房》(网络剧) 饰 七叔(客串)
- 2021 《突围》饰 李乔治
- 2021 《雪中悍刀行》饰 褚禄山
- 2021 《埃博拉前线》饰 谢云虎
- 2022 《冰雪之名》饰 严森林
- 2022 《新居之约》饰 刘建东
- 2023 《我们的日子》饰  胖洪
- 2024 《江河之上》饰 关逸
- 2024 《颜心记》(网络剧)饰 曹掌櫃
- 2024 《迎风的青春》饰 裴大佐(客串)
- 2024 《暗夜与黎明》饰 叶士武(客串)
- 2024 《白夜破晓》(网络剧)饰 闫通
- 2025 《只此江湖梦》(网络剧)饰 金步搖
- 2025 《刑警的日子》饰 赵大力
- 2025 《扫毒风暴》饰 哈宏
- 待播 《在不安的世界安静的活》[1]
- 待播 《法医秦明之龙番往事》(网络剧)
- 待播 《剥茧》(网络剧) 饰  万国新
- 待播 《迷墙》
- 待播 《耀眼》

### 电影
- 2010 《熊出没注意》 饰 红中
- 2014 《拆散专家》 饰 贝塔
- 2015 《何以笙箫默》 饰 老袁
- 2019 《大人物》 饰 三舅
- 2021 《人潮汹涌》 饰 麻明
- 2021 《刺杀小说家》
- 2022 《道师爷2》(網絡電影)
- 2022 《逃學神探》(網絡電影)
- 2023 《入棺》(網絡電影)饰 周泰
- 2023 《倍儿喜歡你》 饰 新郎(客串)

## 个人生活
他与女演员方慧在2011年登记结婚。